# 赫斯頓 (堪薩斯州)
赫斯頓為位在美国堪薩斯州哈維縣的城市。2010年美國人口普查中該城市人口有3,709人 。赫斯頓學院坐落於此城市。

## 歷史

### 早期
數千年以來，北美洲的北美大平原已有美洲原住民居住。16世紀至18世紀之間，法蘭西王國聲稱擁有北美洲大部分的土地。1762年英法北美战争結束以後，法國秘密簽署楓丹白露條約，將新法蘭西割讓給西班牙。

### 19世紀

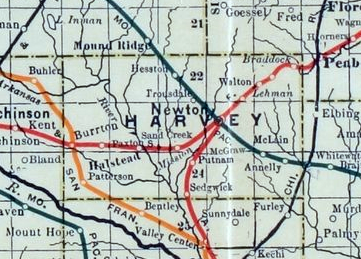
1915年哈維縣鐵路地圖

1802年，西班牙將大部分的土地歸還予法國。1803年，美國在路易斯安那購地中以1英亩2.83美分的價格從法國購得超過828,000平方英里的土地。
1854年，堪薩斯領地成立，之後於1861年設立堪薩斯州，成為美國第34個州份。1872年於堪薩斯領地內設立哈維縣，其中包含現今的赫斯頓。
1873年2月10日，在Elivon設立一所郵政局，後來於1878年4月24日搬遷至赫斯頓附近。
1886年，赫斯頓（Hesston）設立，城市名稱以地主赫斯兄弟（Hess brothers）命名 。1887年12月16日，原名為Elivon的郵政局更名為赫斯頓。由於赫斯頓有鐵路經過的緣故，因而成為最重要的區域貨物運送點。

### 20世紀
1909年，因早期聚居者大多為門諾會的農民，門諾教會成立了赫斯頓學院。
1947年，萊爾·約斯特成立了農具公司赫斯頓製造公司（Hesston Manufacturing Company），後來在1991年，爱科收購了此公司。1960年代，約翰·雷吉爾（John Regier）成立了除草用品公司優越工業（Excel Industries）。
1981年，在赫斯頓學院中設立了戴克平原植物園。
1990年3月13日，於龍捲風爆發期間，該城市大部分地區受到F5等級的龍捲風襲擊而受創。而這場風暴造成2人死亡。

### 21世紀
2016年2月25日，赫斯頓驚傳發生一起槍擊事件。嫌犯於優越工業（Excel Industries）對著數名員工掃射，造成4人死亡（包含兇手），14人受傷。嫌犯證實為優越工業的員工塞德里克·拉里·福特（Cedric Larry Ford），而警方已將塞德里克·拉里·福特擊斃。

## 地理

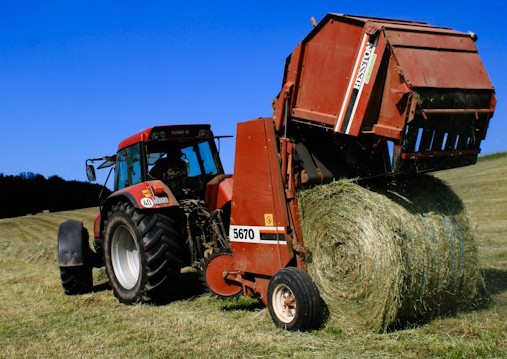
赫斯頓5670壓捆機

赫斯頓坐落在北緯38度8分21秒、西經97度25分46秒處。根據美国人口调查局的資料，該城市區域面積10.10平方（3.90平方英里），全境皆為陸地。

### 氣候
夏季炎熱多雨，冬季涼爽乾燥為該城市的氣候特徵。根據柯本气候分类法，赫斯頓屬副热带湿润气候，在氣候地圖中以「Cfa」表示。

## 人口統計
| 调查年                | 人口  | 备注  | %±     |
| --------------------- | ----- | ----- | ------ |
| 1930                  | 526   |       | —      |
| 1940                  | 403   |       | −23.4% |
| 1950                  | 686   |       | 70.2%  |
| 1960                  | 1,103 |       | 60.8%  |
| 1970                  | 1,926 |       | 74.6%  |
| 1980                  | 3,013 |       | 56.4%  |
| 1990                  | 3,012 |       | 0.0%   |
| 2000                  | 3,509 |       | 16.5%  |
| 2010                  | 3,709 |       | 5.7%   |
| 2014年估计            | 3,734 | [ 6 ] | 0.7%   |
| U.S. Decennial Census |       |       |        |

### 2010年普查
2010年的人口普查中，該城市人口有3,709人，戶數1,345戶，972個家庭。人口密度為367.2人/平方公里（951.0人/平方英里）。該城市有1,433棟住宅，平均每平方公里有141.9棟住宅。種族方面，92.7%為白人；1.6%為非裔美國人；0.6%為美洲原住民；1.7%為亞洲人；1.5%為其他種族；1.9%為兩個或以上的種族。而西班牙裔美國人或拉丁美洲人等佔該城市人口的4.5%。
該城市的戶籍數有1,345戶。其中擁有18歲以下孩童的住戶佔32.7%；已婚夫婦且同居的住戶佔62.4%，無婚姻女性住戶佔7.4%；無婚姻男性住戶佔2.5%；沒有家庭的住戶佔27.7%。平均住戶人數為2.48人，平均家庭人數則是2.96人。
該城市年齡中位數為37.2歲。其中18歲以下的居民佔24.3%；18歲至24歲的居民佔12.7%；25歲至44歲的居民佔20.8%；45歲至64歲的居民佔22.6%；65歲以上的居民則佔19.6%。該城市居民男性佔49.0%，女性佔51.0%。

### 2000年人口普查
2000年的人口普查中，該城市人口有3,509人，戶數1,227戶，904個家庭。人口密度為523.1人/平方公里（1,353.2人/平方英里）。該城市有1,308棟住宅，平均每平方公里有195.0棟住宅。種族方面，94.56%為白人；1.48%為非裔美國人；0.60%為美洲原住民；0.83%為亞洲人；1.25%為太平洋島民；1.28%為其他種族；0.66%為兩個或以上的種族。而西班牙裔美國人或拉丁美洲人等佔該城市人口的2.88%。
該城市的戶籍數有1,227戶。其中擁有18歲以下孩童的住戶佔35.0%；已婚夫婦且同居的住戶佔64.5%，無婚姻女性住戶佔7.6%；沒有家庭的住戶佔26.3%。平均住戶人數為2.52人，平均家庭人數則是2.99人。
該城市年齡層組成方面，18歲以下的居民佔24.6%；18歲至24歲的居民佔14.3%；25歲至44歲的居民佔23.5%；45歲至64歲的居民佔18.0%；65歲以上的居民則佔19.7%。該城市年齡中位數為36歲。性別比方面，每100位女性所對應的男性數目為93.4位，如只計算18歲或以上的居民，則是每100位女性所對應的男性數目為86.9位。
該城市每戶平均收入為42,585美元，每個家庭平均收入為51,474美元。男性平均收入39,891美元；女性平均收入26,424美元。該城市人均收入為18,138美元。該城市約有3.9%的家庭、5.5%的人口低於貧窮門檻，其中未滿18歲者佔5.6%，65歲以上者佔4.9%。

## 外部連結
城市
- City of Hesston （页面存档备份，存于）
- Hesston - Directory of Public Officials

學校
- Hesston Public Schools Archive.today的存檔，存档日期2013-01-13, USD 460
- Hesston College （页面存档备份，存于）

景點
- Dyck Arboretum of the Plains （页面存档备份，存于）

歷史
- Harvey County Roots （页面存档备份，存于）
- Harvey County Genealogical Society
- Clashing Symbols In A Quiet Town - Hesston In The Vietnam War Era （页面存档备份，存于）, Autumn 2000, Kansas History

1990年龍捲風
- Photos from 1990 tornado damage
- "Monster on the Prairie, Hesston, Kansas 1990"
- Video of the tornado （页面存档备份，存于）
- "20 Years After the Tornado" （页面存档备份，存于）

地圖
- Hesston City Map （页面存档备份，存于）, KDOT
- Harvey County Maps: Current （页面存档备份，存于）, Historic （页面存档备份，存于）, KDOT

## 延伸閱讀
- Hesston, Kansas, 1886-1986; Murray Bandy; 1988.
- Anatomy of a Town: Hesston, Kansas; Mary Hess; 1976.